# Fernand Grosjean
Fernand Grosjean (ur. 5 maja 1924 w Genewie, zm. 19 sierpnia 2015 w Villars-sur-Ollon) – szwajcarski narciarz alpejski, srebrny medalista mistrzostw świata.
Wystartował na igrzyskach olimpijskich w Sankt Moritz w 1948 roku, gdzie zajął ósme miejsce w zjeździe i szesnaste w kombinacji. Podczas rozgrywanych dwa lata później mistrzostw świata w Aspen wywalczył srebrny medal w gigancie. W zawodach tych rozdzielił na podium Włocha Zeno Colò i Francuza Jamesa Coutteta. Na tej samej imprezie był trzynasty w zjeździe. W 1952 roku wystąpił na igrzyskach olimpijskich w Oslo, kończąc rywalizację w gigancie na jedenastej pozycji. Wynik ten powtórzył na mistrzostwach świata w Åre w 1954 roku.
Jego wnuk Romain Grosjean jest kierowcą wyścigowym.

## Osiągnięcia

### Igrzyska olimpijskie
| Miejsce | Dzień     | Rok  | Miejscowość  | Konkurencja | Czas biegu | Strata     | Zwycięzca      |
| ------- | --------- | ---- | ------------ | ----------- | ---------- | ---------- | -------------- |
| 8.      | 2 lutego  | 1948 | Sankt Moritz | Zjazd       | 2:55,0     | +8,1       | Henri Oreiller |
| 16.     | 4 lutego  | 1948 | Sankt Moritz | Kombinacja  | 3,27 pkt   | +13,34 pkt | Henri Oreiller |
| 11.     | 15 lutego | 1952 | Oslo         | Gigant      | 2:25,0     | +8,8       | Stein Eriksen  |

### Mistrzostwa świata
| Miejsce | Dzień     | Rok  | Miejscowość  | Konkurencja | Czas biegu | Strata     | Zwycięzca      |
| ------- | --------- | ---- | ------------ | ----------- | ---------- | ---------- | -------------- |
| 8.      | 2 lutego  | 1948 | Sankt Moritz | Zjazd       | 2:55,0     | +8,1       | Henri Oreiller |
| 16.     | 4 lutego  | 1948 | Sankt Moritz | Kombinacja  | 3,27 pkt   | +13,34 pkt | Henri Oreiller |
| 2.      | 14 lutego | 1950 | Aspen        | Gigant      | 1:54,4     | +0,8       | Zeno Colò      |
| 13.     | 18 lutego | 1950 | Aspen        | Zjazd       | 2:34,4     | +9,6       | Zeno Colò      |
| 11.     | 15 lutego | 1952 | Oslo         | Gigant      | 2:25,0     | +8,8       | Stein Eriksen  |
| 11.     | 3 marca   | 1954 | Åre          | Gigant      | 1:52,5     | +4,8       | Stein Eriksen  |